# Herb powiatu giżyckiego
Herb powiatu giżyckiego – jeden z symboli powiatu giżyckiego, ustanowiony 26 czerwca 2001.

## Wygląd i symbolika
Herb przedstawia na tarczy dwudzielnej w pas w polu górnym zielonym głowa jelenia złota, w polu dolnym szachownica srebrno - błękitna (pola naprzemianległe dwa srebrne i dwa błękitne). Jest to nawiązanie do historycznego herbu powiatu z 1818. 